# Braham, Minnesota
Braham, Minnesota (енгл. Braham) град је у америчкој савезној држави Минесота.

## Демографија
По попису из 2010. године број становника је 1.793, што је 517 (40,5%) становника више него 2000. године.
| Група             | 2000.         | 2010.         |
| Белци             | 1.237 (96,9%) | 1.717 (95,8%) |
| Афроамериканци    | 4 (0,3%)      | 9 (0,5%)      |
| Азијати           | 4 (0,3%)      | 8 (0,4%)      |
| Хиспаноамериканци | 3 (0,2%)      | 19 (1,1%)     |
| Укупно            | 1.276         | 1.793         |